# Andriej Biełousow
Andriej Remowicz Biełousow (Андре́й Рэ́мович Белоу́сов; ur. 17 marca 1959 w Moskwie) – rosyjski naukowiec, ekonomista i polityk. Były minister rozwoju gospodarczego w latach 2012–2013. Pierwszy wicepremier Rosji w latach 2020–2024. Od 2024 minister obrony Federacji Rosyjskiej.
Od kwietnia do maja 2020 pełniący obowiązki Przewodniczącego Rządu Federacji Rosyjskiej, w związku z zarażeniem się przez urzędującego premiera Michaiła Miszustina wirusem SARS-CoV-2 podczas trwającej pandemii COVID-19.
12 maja 2024 powołany na ministra obrony Rosji.

## Życiorys

### Wczesne życie i edukacja
Andriej Biełousow urodził się 17 marca 1959 w Moskwie. Jego ojcem był sowiecki ekonomista Rem Biełousow (1926–2008), a matką radiochemiczka Alisa Pawłowna (1934–2015). Po ukończeniu szkoły średniej wstąpił na Wydział Ekonomii Moskiewskiego Uniwersytetu Państwowego im. M.W. Łomonosowa, który ukończył z wyróżnieniem w 1981. Podczas studiów rozpoczął pracę z grupą ekonomistów pod przywództwem Aleksandra Anchiskina, który w latach 1977–1981 był kierownikiem jednego z wydziałów ekonomicznych.

### Kariera zawodowa i polityczna
Po otrzymaniu dyplomu ukończenia studiów Andriej Biełousow kontynuował studia podyplomowe w Centralnym Instytucie Ekonomii i Matematyki Akademii Nauk ZSRR (CEMI). W tym samym czasie rozpoczął tam karierę naukową, najpierw jako stażysta, a następnie jako młodszy pracownik naukowy w laboratorium modelowania układów człowiek-maszyna w CEMI. W latach 1991–2006 kierownik laboratorium w Instytucie Ekonomii i Polityki Akademii Nauk ZSRR.
Od 1999 był członkiem zarządu Ministerstwa Rozwoju Gospodarczego Federacji Rosyjskiej. Do 2006 zewnętrzny doradca premierów: Jewgienija Primakowa, Siergieja Stiepaszyna, Michaiła Kasjanowa i Michaiła Fradkowa. Następnie był wiceministrem rozwoju gospodarczego i handlu od 2006 do 2008. 21 maja 2012 został zaprzysiężony na stanowisko ministra rozwoju gospodarczego i handlu w rządzie Dmitrija Miedwiediewa. Urząd piastował do 14 czerwca 2013. Od 24 czerwca 2013 do 21 stycznia 2020 pełnił funkcję doradcy prezydenta Rosji Władimira Putina.
21 stycznia 2020 został mianowany Pierwszym Wiceprzewodniczącym Rządu Federacji Rosyjskiej w rządzie Michaiła Miszustina. Od 30 kwietnia 2020 był pełniącym obowiązki Przewodniczącego Rządu Federacji Rosyjskiej, po tym jak u urzędującego premiera Michaiła Miszustina wykryto wirus SARS-CoV-2, którym zaraził się podczas trwającej pandemii COVID-19. 19 maja 2020 rzecznik rosyjskiego premiera, Boris Bieliakow, potwierdził, że Miszustin wrócił już do pracy w rządzie, co zakończyło pełnienie funkcji premiera przez Biełousowa.
Odznaczony Orderem Honoru.

### Minister Obrony
W dniu 12 maja 2024 r. prezydent Putin mianował Biełousowa ministrem obrony, zastępując Siergieja Szojgu, ze skutkiem od 14 maja 2024 r.